# Devínska Kobyla (národní přírodní rezervace)

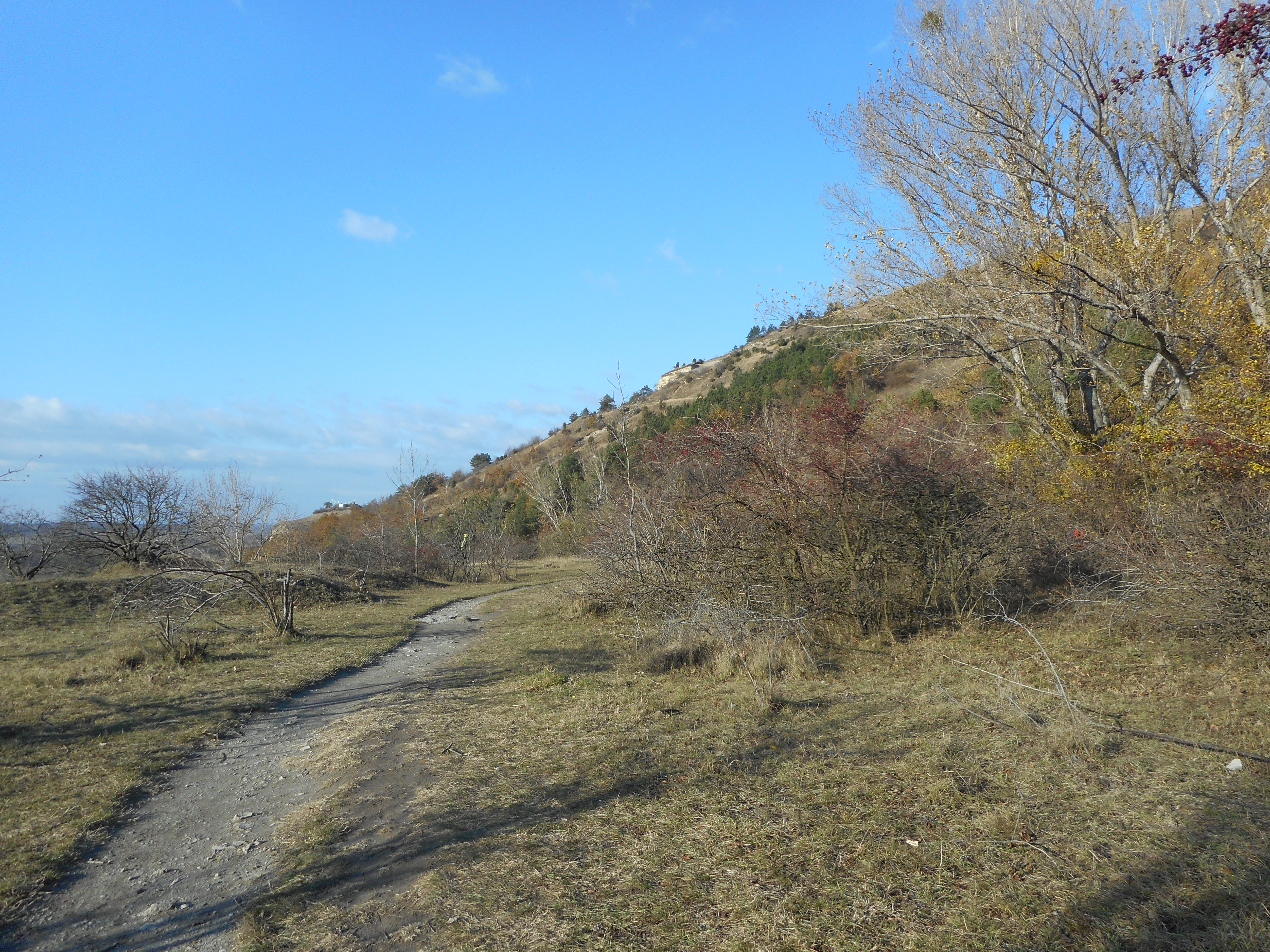
Devínska Kobyla na podzim

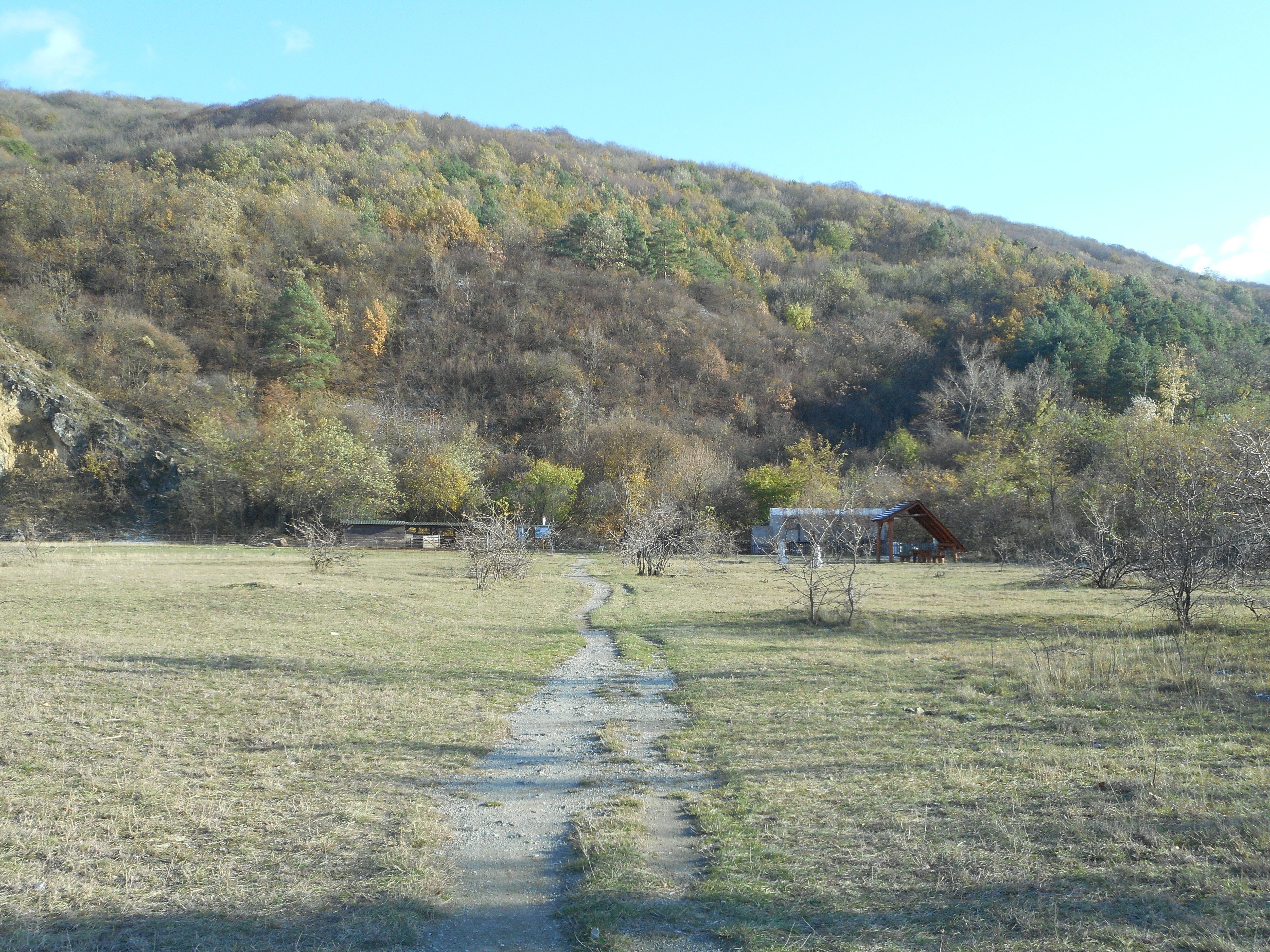
salaš

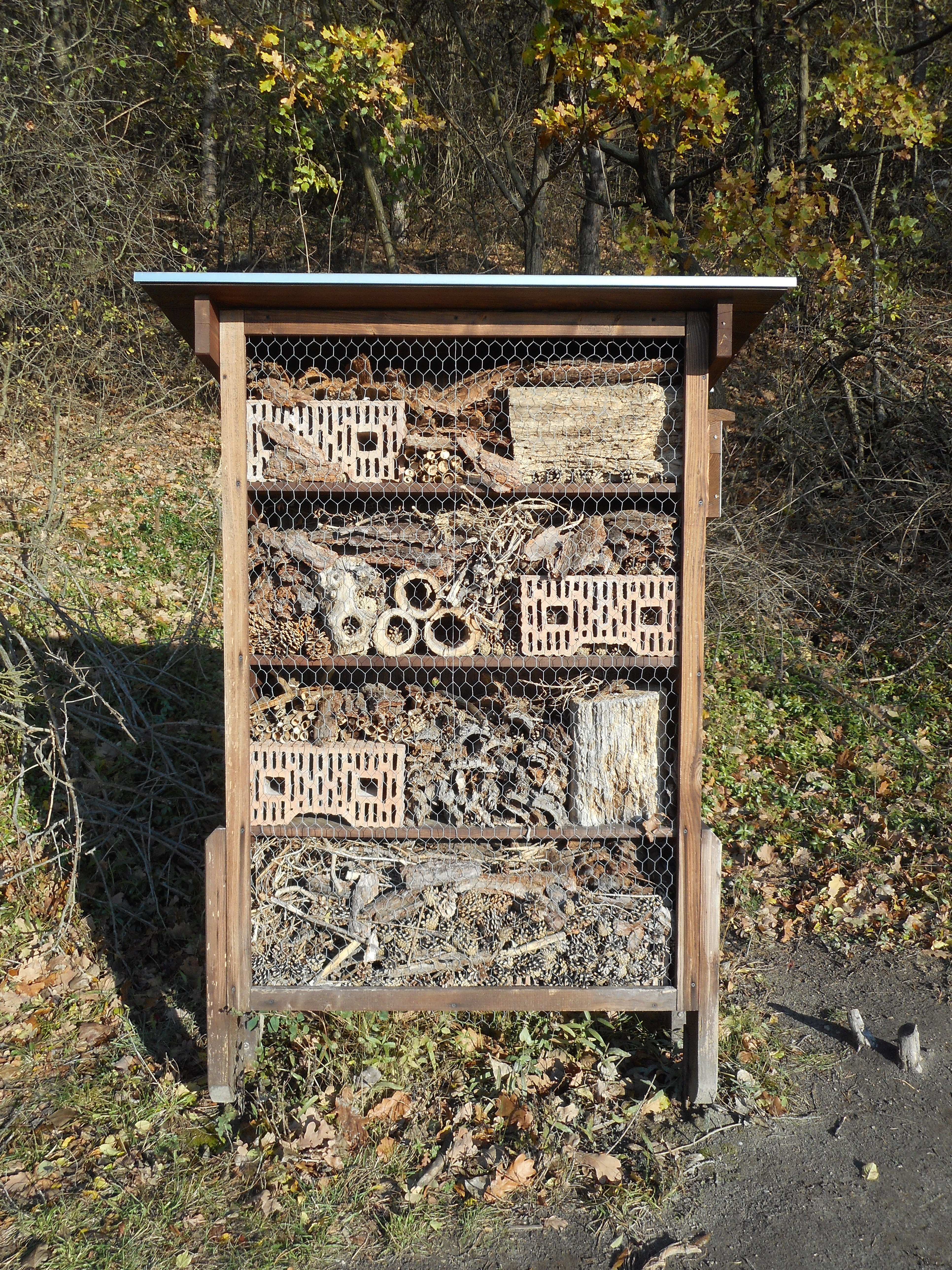
hmyzí hotel

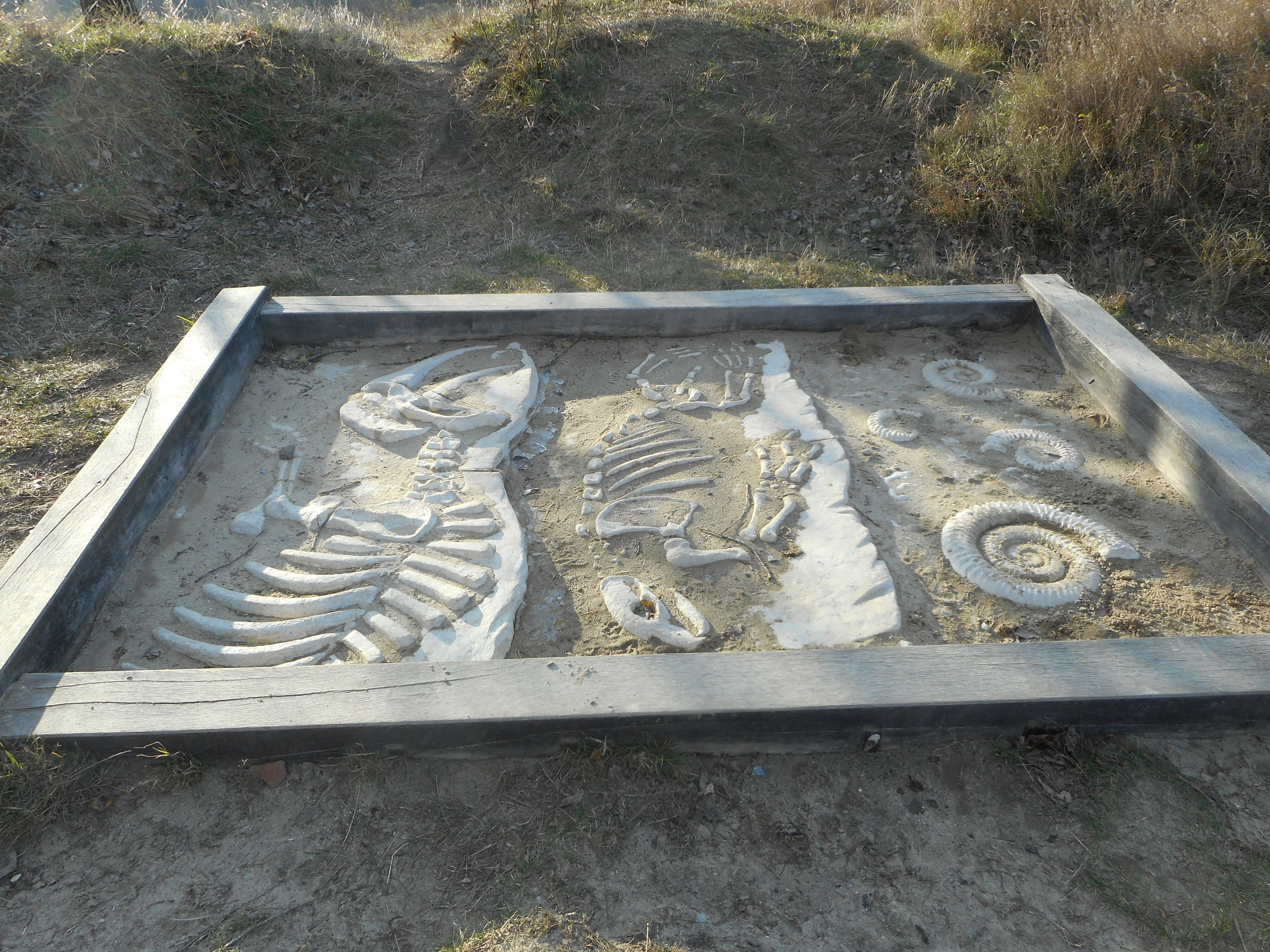
Paleopieskovisko

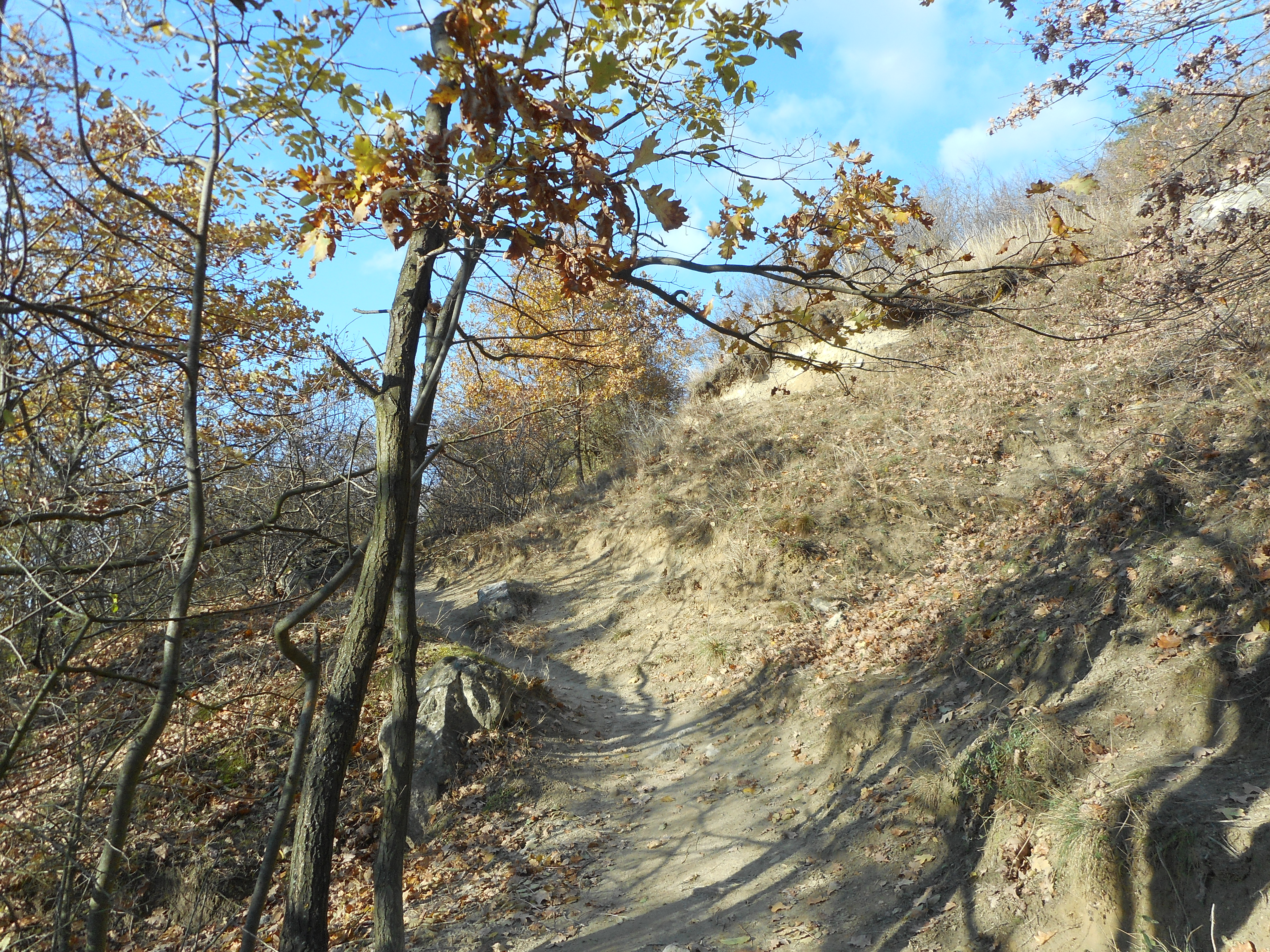

Národní přírodní rezervace Devínská Kobyla je chráněné území ležící v Bratislavském kraji nedaleko od místa, kde se řeka Morava vlévá do Dunaje. Cílem ochrany je zejména jedinečná fauna a flóra obývající xerotermní stanoviště a významné geologické a paleontologické lokality. Nachází se zde mnoho chráněných a ohrožených druhů rostlin i živočichů. Na jejich záchranu jsou nezbytná některá systémová opatření sloužící na obnovu a udržení jedinečných stanovišť, na kterých závisí jejich přežití a další blahobyt.
V roce 1964 bylo toto území o rozloze 1 011 157 m² prohlášeno za Národní přírodní rezervaci a platí zde 4. stupeň ochrany.

## Lokalita
Území NPR Devínska Kobyla leží v Bratislavském kraji na okraji Bratislavy v katastrálním území mezi obcemi Devín a Devínska Nová Ves. Je součástí Území evropského významu Devínska Kobyla o rozloze 643 ha, které patří do Chráněné krajinné oblasti Malé Karpaty, v rámci které tvoří nejjižnější cíp tohoto pohoří. Zároveň patří i do soustavy chráněných území Natura 2000. Významnou součástí tohoto chráněného území je i paleontologická lokalita Sandberg a Štokeravská vápenka.

## Historie
Devínska Kobyla patří i díky své výhodné geografické poloze a optimálnímu podnebí k nejdéle osídleným územím na Slovensku. První sídla zde vznikla už 5000 let před naším letopočtem v období neolitu. V době bronzové (900 r. př. n. l.) bylo toto území natolik strategické, že přes něj vedla obchodní Jantarová stezka, využívaná zejména od konce 7. století př. n. l. do 5. století, spojující Jaderské a Baltské moře. Později (4. stol. př. n. l.) území začali přetvářet Keltové klučením původních lesních porostů a po nich v 1. století našeho letopočtu nastoupila nadvláda Římanů, kteří využili jihozápadně svahy Děvínské Kobyly na založení vinic.
V období Velkomoravské říše (9. stol.) byly Sandberg i Devín součástí pevnosti knížete Rostislava a tvořily slovanské opevnění Nad lomem. Devínska kobyla byla součástí i takových historických událostí, jakými byly boje proti Turkům, vznik Uherska, německá a chorvatská kolonizace či napoleonské války .
Posledních několik století se toto území využívalo zejména k pastvě ovcí, koz a skotu, ale pastva přibližně v polovině 20. století postupně zanikla. Původní louky zarostly křovinami a nepůvodními dřevinami (akát bílý, borovice černá).
V roce 1964 bylo toto území prohlášeno za Národní přírodní rezervaci.

## Přírodní poměry

### Geologie
Devínska Kobyla vytváří spolu Hainburskými vrchy v Rakousku západní výběžek karpatského oblouku, který je geology nazýván „klenotnice rozmanitosti geologických jevů“. Před asi 300 miliony let, v období vzniku kontinentu Pangea, krystalické břidlice tohoto území intrudovaly do žuly. Následně bylo území opakovaně zaplavováno mořem, což vedlo k vytvoření vrstev vápenců a dolomitů ze schránek pradávných mořských živočichů. Abrazní činnost moře, později eroze a intenzivní odnos hornin a vrásnění vytvořily současné geomorfologické útvary. Lze zde najít například abrazní jeskyni či skalní okno.

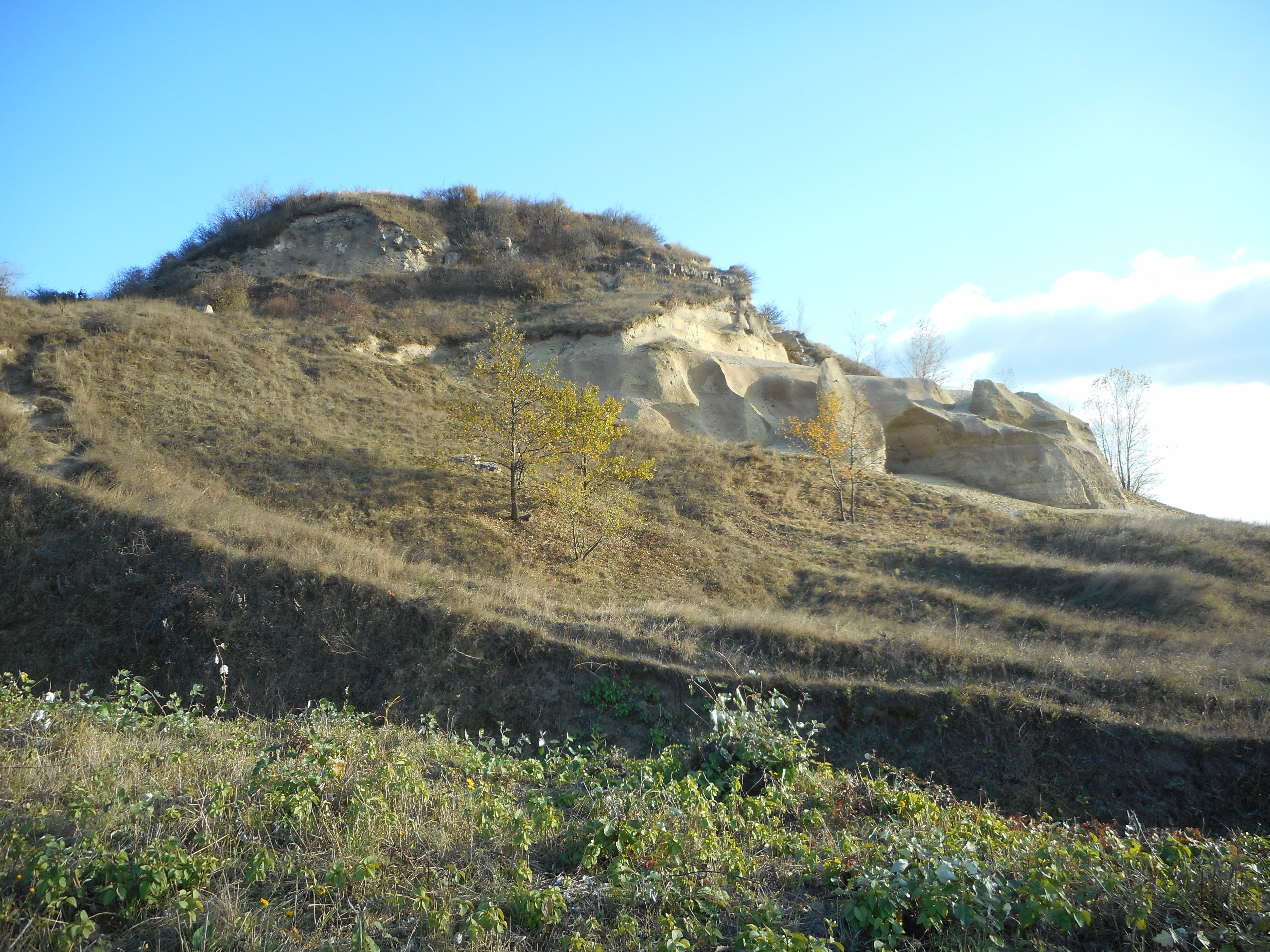
Pohled na bývalou pískovnu na Sandbergu.

Před 14-16 miliony let se zde nacházelo skalnaté vápencové pobřeží teplého Bádenského moře, bohatě obydlené mořskými i suchozemskými organismy. Důkazem toho je významná paleontologická lokalita Sandberg, kde bylo nalezeno asi 350 druhů fosilních živočichů. Mezi významné nálezy patří zbytky ježovek, tuleňů, opic, nosorožců, řas a žraločí zuby.
V současnosti formují okolí Devínské Kobyly řeky Dunaj a Morava, jejichž soutok vznikl asi před 600 tisíci lety, ale až před asi 130 tisíci lety se postupnými geologickými procesy přemístil pod Devínskou hradní skálu.

### Flóra
V minulosti Devínskou Kobylu pokrývaly převážně dubohabrové lesy. Později byly zejména svahy odlesněné a staletí tento stav přetrvával díky pravidelnému pasení, sečení či vypalování. Devínska Kobyla se může pyšnit velkou biodiverzitou rostlinných druhů i díky své výhodné poloze mezi Panonskou a Západokarpatskou fytogeografickou oblastí.
V současnosti zde převládají teplomilné a vápnomilné rostliny. Uvádí se, že se zde nachází více než 1100 cévnatých rostlin. Roste zde mnoho chráněných a ohrožených druhů, mezi které patří i obzvlášť ohrožený šater latnatý (Gypsophila paniculata), ktery je stepním reliktem. Výjimečným toto území dělají druhy jako pelyněk rakouský (Artemisia austriaca), konringia rakouská (Conringia austriaca), jehlice nízká (Ononis pusilla), zaraza šupinatá (Orobanche artemisiae-campestris), smldník písečný (Peucedanum Arenarium) nebo řešetlák skalní pravý (Rhamnus saxatilis subsp . saxatilis), které byly dosud nalezeny v rámci Slovenska jen v tomto chráněném území. Často nenápadně ukryté v trávě tu rostou i mnohé druhy orchidejí. Zaznamenaných bylo až 26 druhů, z toho některé jsou evropského významu, například jazýčkovec jadranský (Himantoglossum Adriaticum). Stejně významný je i koniklec velkokvětý (Pulsatilla grandis) a hlaváček jarní (Adonis vernalis). Na strmých svazích dominuje kostřava tvrdá (Festuca pallens), ale nacházejí se tam i jiné teplomilné rostliny jako devaterka poléhavá (Fumana procumbens) a len tenkolistý (Linum tenuifolium). Tyto rostliny pomáhají svými kořeny zpevňovat svahy a brání tak jejich erozi. O něco dále lze zejména na jaře obdivovat rozkvetlé porosty třešně křovité (Prunus fruticosa) v lesostepních částech území. Na samém vrchu Devínské Kobyly převládají bukové porosty. V částech lesa s dostatkem světla lze nalézt hojné počty různých druhů fialek a občas i původní středomořský druh tromín prorostlý (Smyrnium perfoliatum).

### Fauna
Na území Devínské Kobyly je opravdu vysoká biodiverzita, nachází se zde až několik tisíc druhů živočichů. Vápencový podklad v kombinaci s jižní orientací svahů tvoří ideální prostředí pro teplomilné a suchomilné druhy plžů. Z takových druhů zde můžeme najít zebrinu teplomilnou (Zebrina detrita), papáskovku žíhanou (Cepaea vindobonensis) nebo ovsenku žebernatou (Chondrina clienta). Na území Devínské Kobyly bylo zaznamenáno 65 druhů měkkýšů. Hmyz tvoří nejvýznamnější skupinu živočichů Devínské Kobyly a podobně jako u plžů i zde nacházíme mnohých zástupců přizpůsobených na dlouhá období sucha. Z rovnokřídlých se zde vyskytuje například kobylka sága (Saga pedo), velký dravý druh obývající stepi a dosahující délky až 7 cm. Je schopen se rozmnožovat partenogenezí (pomocí neoplodněných vajíček) a na Slovensku se vyskytují jen samičky. Dalším zajímavým druhem je kudlanka nábožná (Mantis religiosa), která je také dravá, nebojí se napadnout ani hmyz stejně velký jako je ona sama. Žije zde i zástupce exotického xerotermného druhu pavouka stepník rudý (Eresus kollari).
Motýli a brouci jsou zde také bohatě zastoupeni. Žije zde přes 600 druhů motýlů, z nichž nejvýznamnější jsou otakárek fenyklový (Papilio machaon), Jasoň dymnivkový (Parnassius Mnemosyne), různé babočky, perlovce, hnědásci a další. Brouků zde žije více než 380 druhů, mnozí zákonem chránění. Mezi ně patří roháč obecný (Lucanus cervus), tesařík velký (Cerambyx cerdo) a Chrobák vrubounovitý (Sisyphus schafferi), který si podobně jako africký druh skaraba vytváří kuličky z exkrementů zvířat, do kterých samička před zahrabáním uloží jedno vajíčko.
Z obratlovců se zde nachází vzácná ještěrka zelená (Lacerta agilis), v lesích lze narazit na nejdelšího hada žijícího na Slovensku užovku stromovou (Zamenis longisima), dorůstající délky až 2 m. Na vlhčích místech se vyskytují různí obojživelníci jako například skokan nebo ropucha zelená (Bufo viridis). Z ptáků zde žijí běžné druhy jako jsou sýkorky, pěnkavy, budníčci a stehlíci, ale možné je spatřit i lejska šedého (Muscicapa striata), lejska malého (Ficedula Parva), lejska bělokrkého (Ficedula albicollis), žlunu šedou (Picus canus) nebo rehka zahradního (phoenicurus phoenicurus). Pískové stěny Sandbergu vytvořily vhodný biotop pro vlhu pestrou (Merops apiaster). Na skalách hnízdí poštolka obecná (Falco tinnunculus), v lese káně lesní (Buteo buteo) a občas sem za potravou zaletí i raroh velký (Falco cherrug) a skalník zpěvný (Monticone saxatilis). Ze savců se zejména v lese vyskytuje vzácněji jelen obecný (Cervus elaphus), hojně je zastoupen Srnec obecný (Capreolus capreolus), prase divoké (Sus scorfa), liška obecná (Vulpes vulpes), jezevec lesní (Meles meles) a jiné druhy.

## Ochrana a managementová opatření
Nevládní nezisková organizace BROZ (Bratislavské regionální ochranářské sdružení) pomáhá udržet původní louky a pastviny tím, že zajistila obnovu pastvy koz na tomto území. Zároveň toto opatření slouží i jako prevence před nástupem invazních dřevin a chrání tak vzácné druhy rostlin a živočichů, které by zarůstáním luk přišly o své prostředí. V rámci této iniciativy si je možné „adoptovat“ vlastní kozu a stát se tak osobně součástí tohoto projektu.
Podobná manažerská opatření realizuje v rámci projektu na tomto území i institut aplikované ekologie DAPHNE. Náplní tohoto projektu je:
- realizace manažerských opatření s cílem chránit a zachovat vzácné stepní biotopy
- zvýšení povědomí vybudováním naučné stezky, osazením interaktivních prvků, organizováním infostánku a exkurzí

Projekt probíhal od října 2013 do března 2016 a byl financován Německou spolkovou nadací pro životní prostředí (DBU).

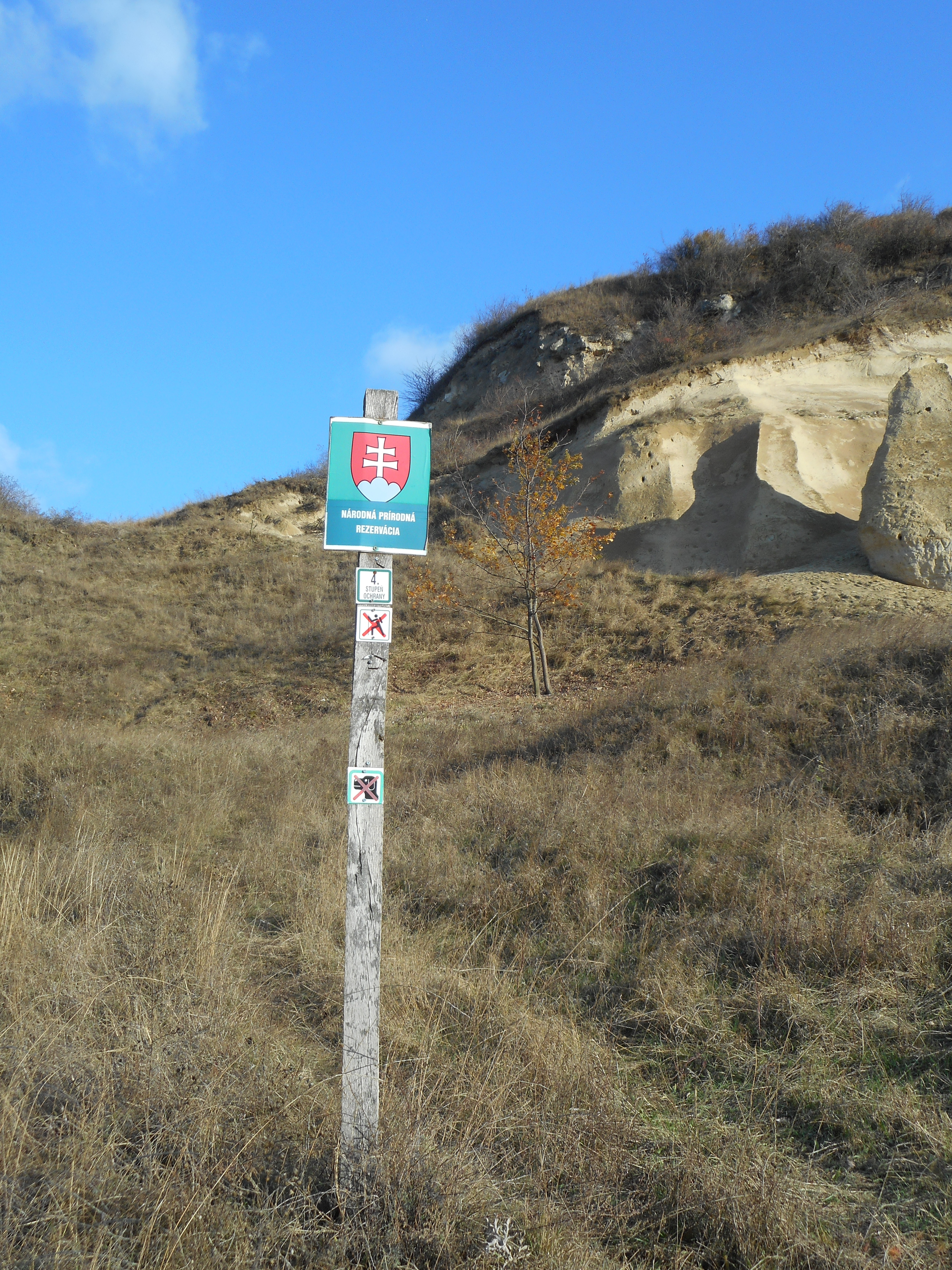
informační tabule

### Státní ochrana přírody SR
Pro toto území by podle navrhovaných manažerských opatření Státní ochranou přírody SR bylo vhodné, aby se zamezilo kácení stromů a odnosu dřevní hmoty. Naopak by se měly odstraňovat invazní druhy rostlin a sukcesní dřeviny. Cílem by tak byla obnova a zachování původního druhového složení lesních porostů.
Tyto cíle ochrany by mohlo negativně ovlivnit rozšiřování invazních a nepůvodních druhů rostlin. Také lov ale i chov zvěře v rámci výkonu loveckého práva, které zahrnuje i zřizování posedů, krmelců a seníků, může mít nežádoucí následky na ochranu chráněného území. V neposlední řadě je škodlivý i pohyb mimo vyznačené stezky: kromě rušení zvěře může tak dojít i k ničení vzácných druhů rostlin a v konečném důsledku k erozi (zejména na strmých svazích s tenkou vrstvou půdy).

## Turismus
Přes toto chráněné území vede turistická naučná stezka označená modrou značkou, dlouhá 3,5 km s 50metrovým převýšením. Poprvé byla naučná stezka zpřístupněna v roce 1988.
V současnosti[kdy?] je možné podél trasy od Weitova lomu do Sandbergu vidět různé naučné tabule a interaktivní prvky popisující přírodní poměry tohoto území. Vytvořila je nevládní organizace DAPHNE díky projektu LIFE10 NAT / CZ / 000080 „Obnova území NATURA 2000 v přeshraničním regionu Bratislava“ podporovaného z programu LIFE + Nature Evropskou komisí a Ministerstvem životního prostředí Slovenské republiky i v rámci projektu AZ 31163-33 / 2 „Ochrana druhů a stanovišť v Národní přírodní rezervaci Devínska Kobyla na Slovensku“ financovaného Německou spolkovou nadací pro životní prostředí.

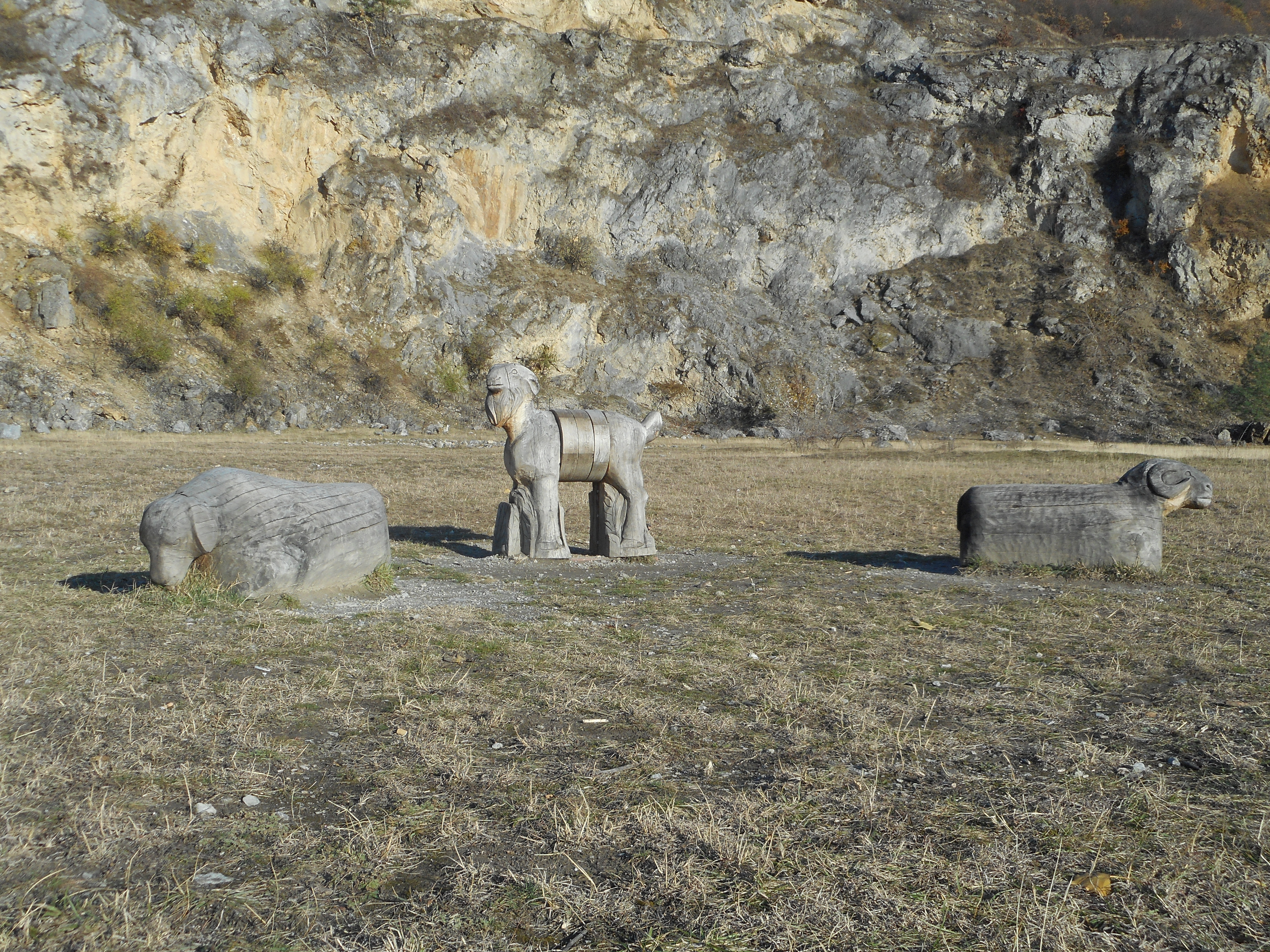
Dřevěná trojice

Interaktivní prvky slouží zejména jako vzdělávací pomůcky.
Je možné zde najít:
- paleopískoviště - pod vrstvami písku jsou ukryty reliéfy druhohorních amonitů, kostra třetihorního tuleně i čtvrtohorního nosorožce srstnatého
- 75krát zvětšený dřevěný model májky fialové
- lavička ve tvaru vzácného motýla modráska rozchodníkového
- hmyzí hotel
- dřevěná ovce, koza a beran - symbol obnovení pastvy, odpočinek a poučení[8]

## Galerie

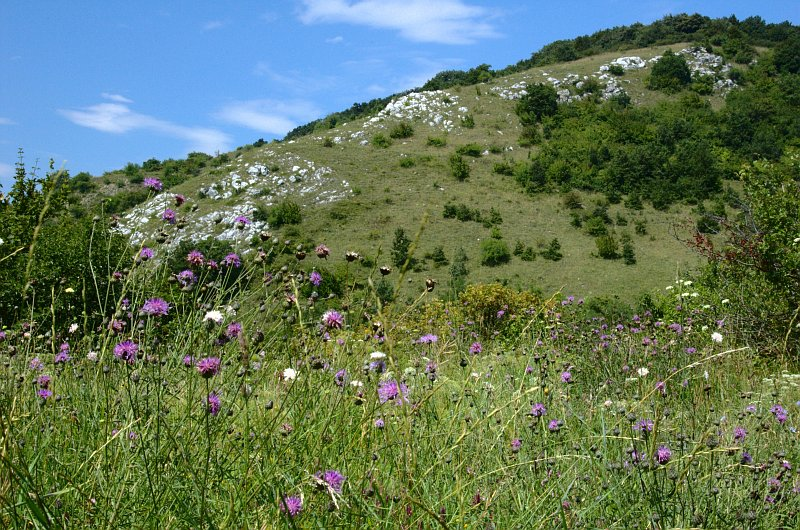
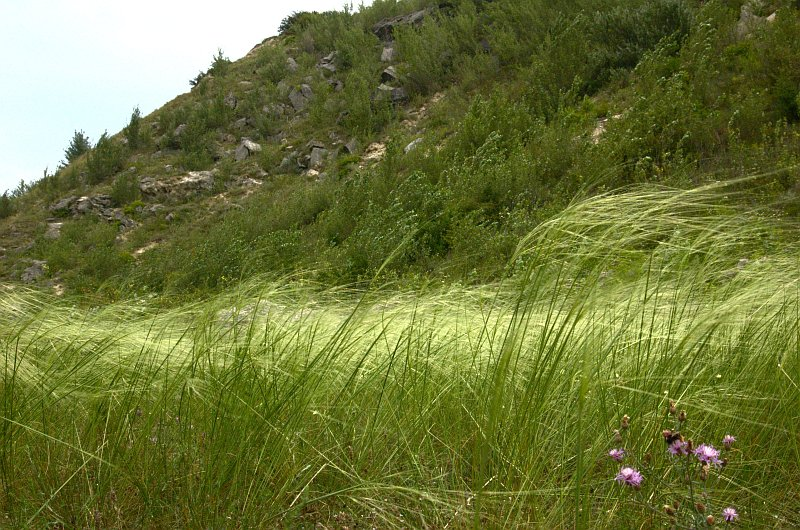
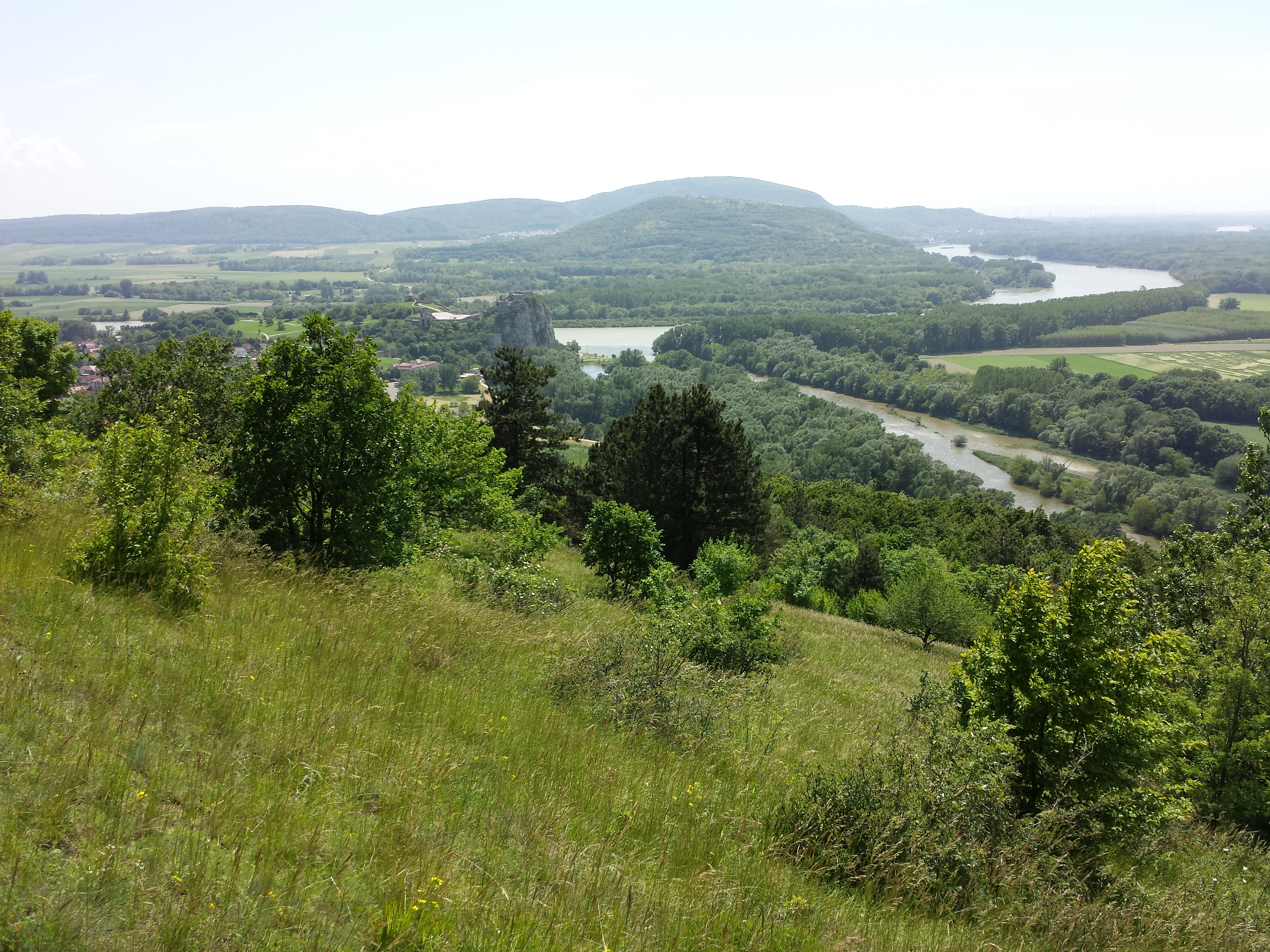
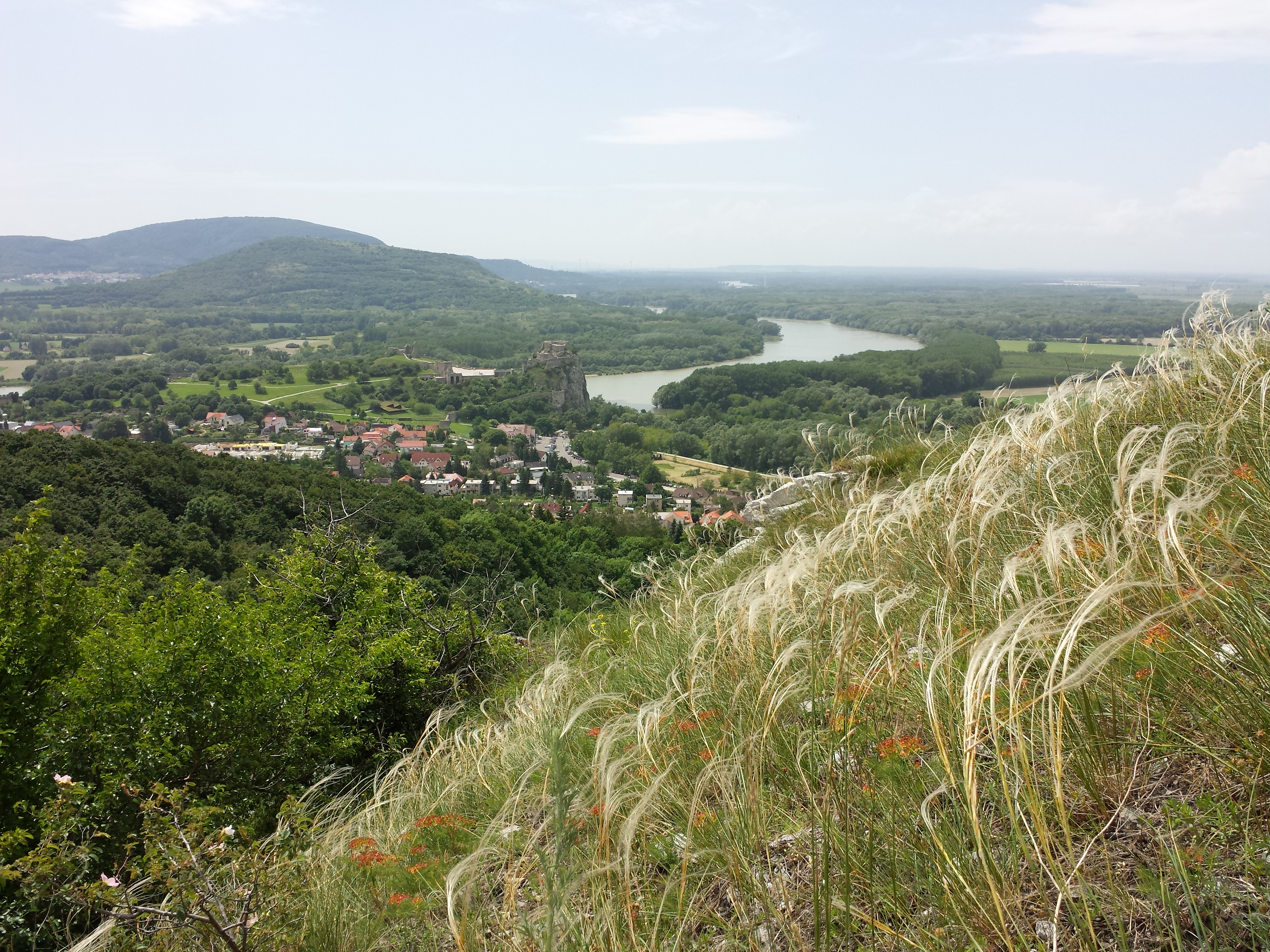
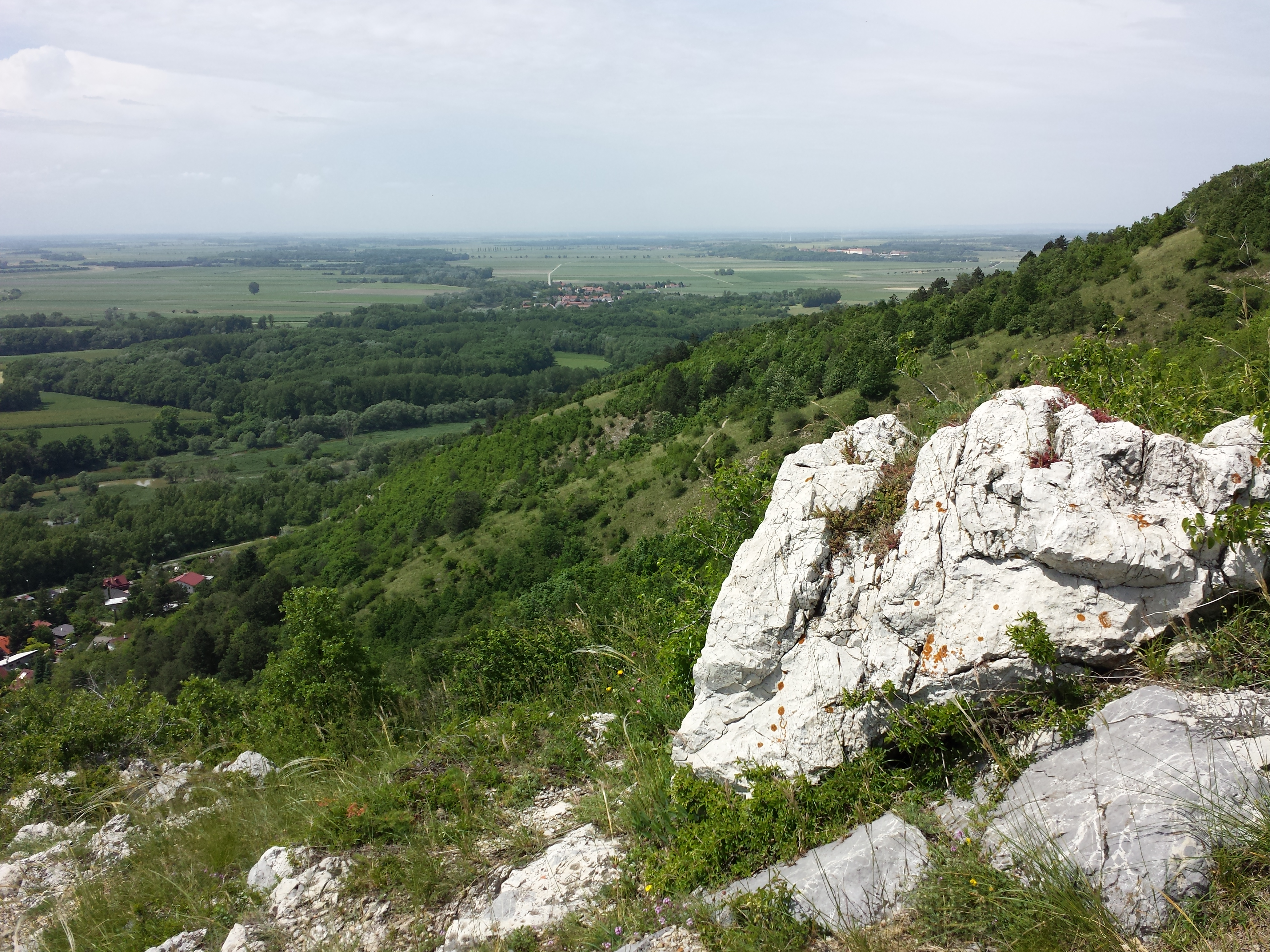
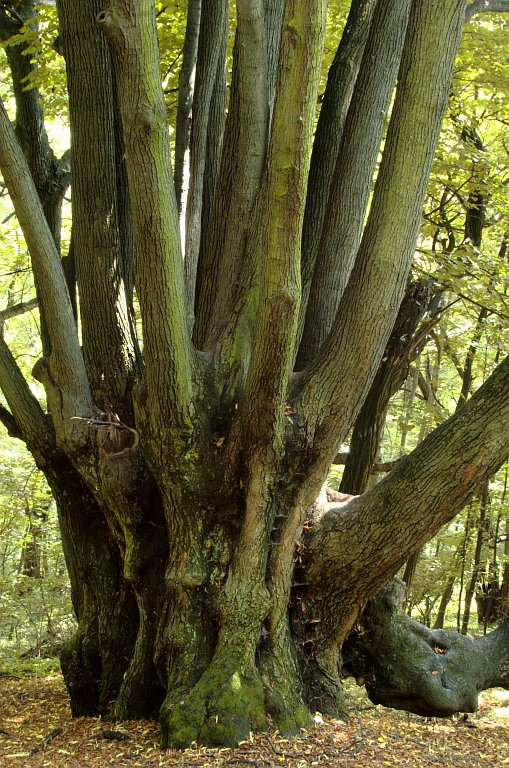
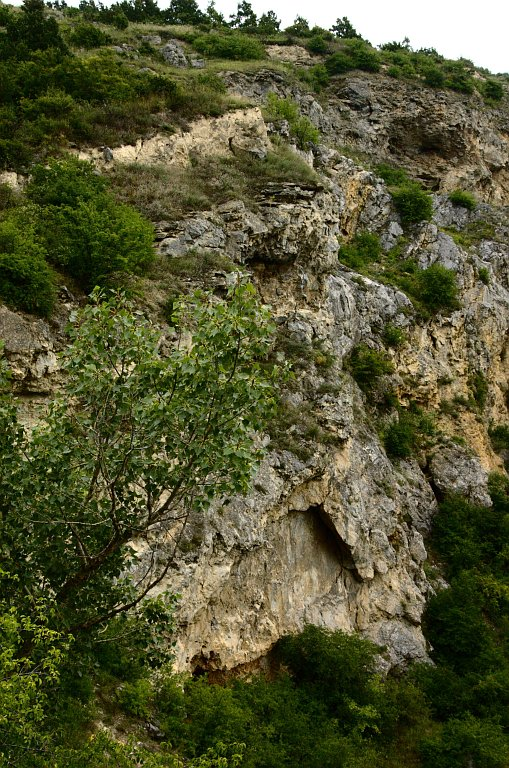